# Сабина (Авелино)
Сабина је насеље у Италији у округу Авелино, региону Кампанија.
Према процени из 2011. у насељу је живело 565 становника. Насеље се налази на надморској висини од 388 м.